# Eucycloptilum veali
Eucycloptilum veali är en insektsart som beskrevs av Lucien Chopard 1935. Eucycloptilum veali ingår i släktet Eucycloptilum och familjen Mogoplistidae. Inga underarter finns listade i Catalogue of Life.